# اوشترا ستیینا
اوشترا ستیینا (به صربی: Oštra Stijena) یک منطقهٔ مسکونی در صربستان است که در پریژپولجه واقع شده‌است. اوشترا ستیینا ۱۲۳ نفر جمعیت دارد.